# José Trinidad Rangel
José Trinité Rangel C.M.F. (Doloress Hidalgo, Guanajuato, 4 juin 1887 - 25 avril 1927, León,  Mexique) est un prêtre catholique béatifié par Benoît XVI, dans la ville de Guadalajara. Il appartient à la congrégation des Fils du Cœur Immaculé de Marie. Il est mort en martyr avec André Solá y Molist et Leonardo Pérez Larios.

## Biographie

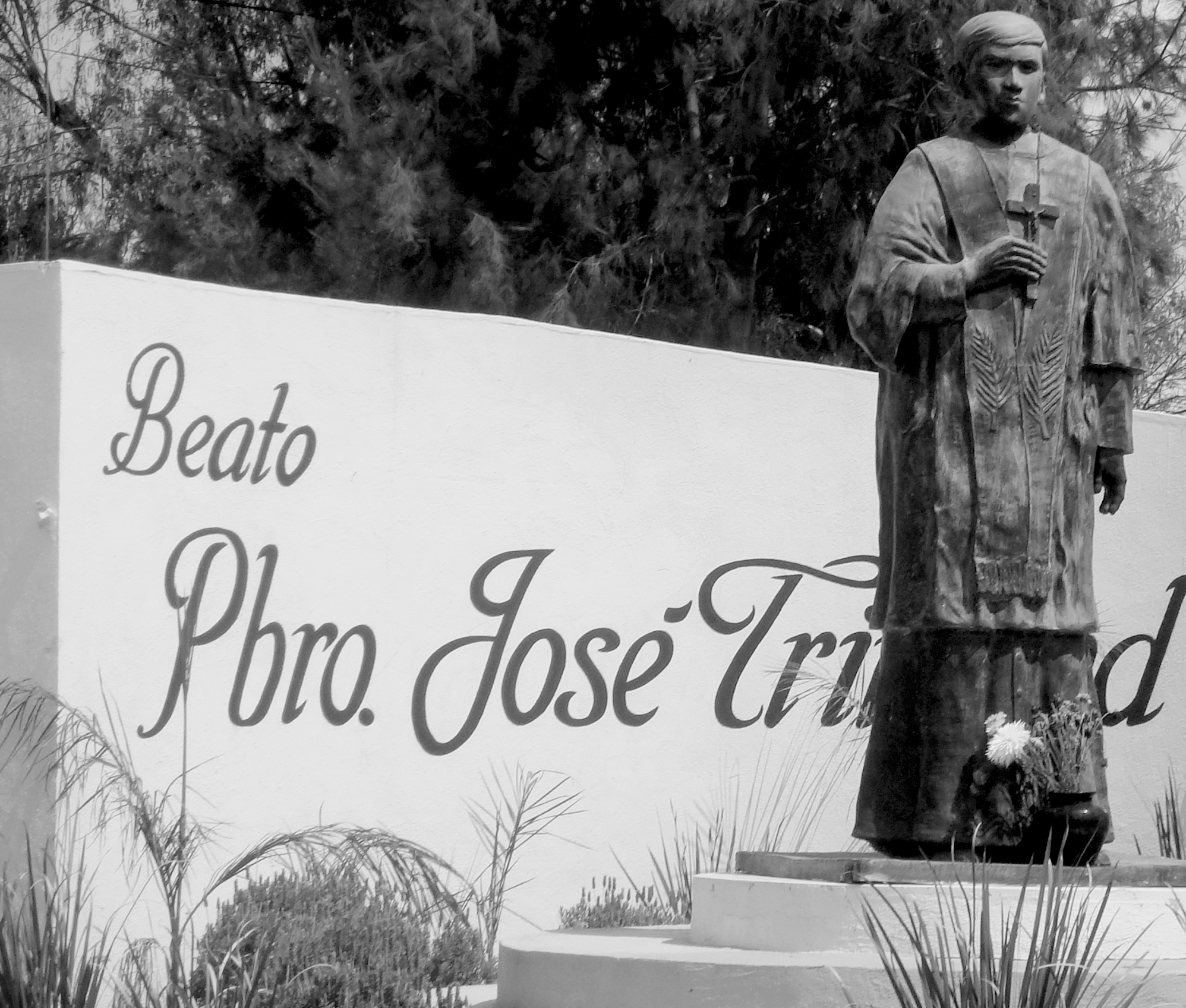
Monument à José Trinidad Rangel à Dolores Hidalgo.

José Trinité Rangel y Montano est né dans la communauté du Durazno, dans la banlieue de Dolores Hidalgo, le 4 juin 1887. Il est le fils de José Eduvigis et María Higinia. Il désire dès son enfance se consacrer à la prêtrise. Il est ordonné prêtre le 13 avril 1919. 
N'étant pas déclaré sur le registre gouvernemental des prêtres, il doit quitter sa paroisse de Silao en 1927. Il refuse de partir aux États-Unis, préférant officier dans la clandestinité.

## Mort et beatificación
José Trinité Rangel est mort martyrisé en compagnie du Père Andrés Solá et Molist et Leonardo Pérez Larios le 25 avril 1927. Sa béatification est réalisée dans la ville de Guadalajara le 20 novembre 2005 en présence du Cardinal José Saraiva Martins.